# Micaela Portilla
Micaela Josefa Portilla Vitòria (Vitòria, 30 de juliol de 1922 - 8 d'octubre de 2005) va ser una de les historiadores, antropòlogues i pedagogues basques més importants del segle xx. Autora de gran quantitat d'estudis i publicacions, cal ressaltar el seu caràcter pedagògic, que va compaginar amb el d'investigadora i divulgadora.

## Biografia
Micaela, a més d'una destacada historiadora, era una gran divulgadora amb intervencions sempre plenes d'entusiasme, de gran claredat. Eren conegudes les seves explicacions sobre camins antics (molt importants en l'obra de Micaela), sobre ermites encara en peus o desaparegudes, sobre picapedrers o sobre llinatges. Tenia un sentit pedagògic per explicar totes aquestes notícies a la gent.
Pel seu sentit pedagògic i pel seu amor a la terra, Micaela no va defugir treballs que uns altres poguessin menysprear, com una excel·lent guia turística d'Àlaba, de l'editorial Everest, de 1968. Tenia una gran preocupació per estendre els coneixements a tothom, i pel present i futur del patrimoni artístic, en gravíssim perill per culpa de la ignorància.

## Trajectòria
Va realitzar els seus primers estudis en el col·legi del "Niño Jesús" de Vitòria-Gasteiz i el 1933 va passar a l'institut de segon ensenyament de la mateixa ciutat. Va estudiar Magisteri (1941) i la carrera de Filosofia i Lletres. Va ampliar els seus estudis a la Universitat Complutense, en l'especialitat de Geografia i Història. A la seva memòria de llicenciatura, l'any de 1954, va presentar una obra titulada "Torres de Mendozas, Guevaras y Ayalas en Álava", com a punt de partida de la seva tesi doctoral i una de les seves obres fonamentals: “Torres i cases fortes a Àlaba” (1977).
Va ser professora de Primer Ensenyament en diverses localitats de la província d'Àlaba. Com a catedràtica d'Escoles Universitàries del Professorat (1956) va estar a l'Escola Normal (Escola de Magisteri) de Cadis, de Vitòria-Gasteiz i, finalment, de Madrid, on es va jubilar el 1987 després de 43 anys de serveis.
Va ser directora de l'Escola Normal de Vitòria-Gasteiz (1958-1964). Assessora de la Inspecció General d'Escoles Normals (1967-1971). Acadèmica corresponent per Alaba de les Reials Acadèmies de Belles arts (1982) i de la Història (1988). Membre així mateix de la Reial Societat Bascongada d'Amics del País (1971), Eusko Ikaskuntza, Comissió Conservadora del Patrimoni Artístic d'Àlaba, Junta Assessora de Museus de la Diputació Foral, Junta Assessora del Patrimoni Monumental d'Euskadi i del Consell General de la Cultura Basca.
En reconeixement de les seves aportacions etnogràfiques, al febrer de l'any 2007 Eusko Ikaskuntza i la Reial Societat Bascongada d'Amics del País van organitzar un congrés en homenatge a Micaela Portilla, amb la participació de la Fundació Sancho el Sabio, la Diputació Foral d'Àlaba i l'Ajuntament de Vitòria-Gasteiz. En el mateix va haver-hi exposicions sobre l'autora i diverses jornades de conferències.
La seva trajectòria ha impulsat la creació d'una escola de seguidors a la província d'Àlaba.

## Obres
La bibliografia de Portilla és molt extensa. És autora de llibres de text escolars; conferenciant, col·laboradora de premsa i participant en col·loquis i congressos, tant de caràcter divulgatiu com a científic. El seu llegat és de milers de pàgines i un centenar llarg de publicacions, algunes de les quals són les següents:
- Torres de Mendozas, Guevaras y Ayalas en Álava (1954)
- El retablo de San Blas de Hueto Abajo (Álava) (1958)[6]
- Álava (guía turística), Vitoria (1968)[7]
- Torres y casas fuertes de Álava (1978)[8]
- Las torres de Mendoza y Martioda, Vitoria (1985)[9]
- Vitoria gótica, Vitòria (1986)[10]
- Una ruta europea. Por Álava a Compostela. Del paso de San Adrián al Ebro (1991)[11]
- Catálogo Monumental. Diócesis de Vitoria (9 volums) (1967-2007)

La Casa de Cultura Ignacio Aldecoa de la Diputació Foral d'Àlaba guarda el seu fons i també objectes personals.

## Premis i reconeixements
- Filla predilecta de Vitòria i Filla Adoptiva de la Vall d'Ayala.[13]
- Primera dona nomenada Doctora Honoris causa per la Universitat del País Basc/Euskal Herriko Unibertsitatea (UPV/EHU), el 1993.[14]
- Premi Manuel Lekuona (1997)[15]
- Distinció Lan Onari atorgada pel Govern basc l'any 2000 en reconeixement de la seva trajectòria professional.
- La Direcció per a la Igualtat de la Universitat del País Basc/ Euskal Herriko Unibertsitatea (UPV/EHU) el 2012 va crear en honor seu el Premi Micaela Portilla Vitòria a la Millor Tesi sobre Estudis Feministes o de Gènere de la UPV/EHU.